# 地管马先蒿
地管马先蒿（学名：Pedicularis geosiphon）为列当科马先蒿属的植物，为中国的特有植物。分布于中国大陆的四川、甘肃等地，生长于海拔3,500米至3,900米的地区，多生长在原生针叶林中苔藓层上，目前尚未由人工引种栽培。